# TT69
A tumba TT69 (acrônimo de "Tumba Tebana #69") está localizado em Xeique Abde Alcurna, parte da necrópole de Tebas, na margem oeste do Nilo, em frente a Luxor. É o local de sepultamento do oficial egípcio antigo Menna, cujos títulos incluíam 'Superintendente de Campos de Amon' e 'Superintendente de Campos do Senhor das Duas Terras'. Tradicionalmente, o TT 69 foi datado do reinado de Tutemés IV. No entanto, estudos históricos recentes da arte de estilo artístico sugerem que a maioria da tumba foi decorada durante o reinado de Amenófis III.